# MAXQDA
MAXQDA ist eine Software der Firma Verbi zur computergestützten qualitativen Daten- und Textanalyse. Sie wird zur Unterstützung von wissenschaftlichen Projekten und Studien angewendet, bei denen Interviews, Texte und Medien wie Bild-, Audio- und Videodateien inhaltlich analysiert werden. Ziel ist, Einblicke in das Datenmaterial zu gewinnen, ohne die inhaltliche Interpretation durch die Forschenden vorwegzunehmen.

## Überblick
MAXQDA richtet sich an Anwender aus den Disziplinen Qualitative Sozialforschung, Psychologie, Bildungswissenschaften, Sozialwissenschaften, Kriminologie, Rechtswissenschaften, Medizin, Sportwissenschaften, Linguistik, Marktforschung, Wirtschaftswissenschaften, Ethnologie und weitere. Im November 2023 veröffentlichte Verbi die Version MAXQDA 24.

## Produkte

### MAXQDA
MAXQDA (ehemals MAXQDA Standard) ist die Basisversion und bietet Funktionen zur Organisation und Analyse qualitativer Daten. Es können Text-, Audio-, Bild-, Video-, bibliographische Daten, Umfragen, Twitter-Tweets oder Fokusgruppen-Transkripte importiert und analysiert werden. Die Analyse der Daten mithilfe von Codes, Memos u. a. erfolgt innerhalb der Vier-Fenster-Struktur des Programms. Visualisierungfunktionen und Exportoptionen ermöglichen die Aufbereitung von Analysen für Präsentationen. Obwohl es sich um die Basisversion handelt, enthält diese auch Funktionen zur quantitativen Analyse (z. B. Mixed-Methods-Funktionen).

### MAXQDA Analytics Pro
MAXQDA Analytics Pro enthält alle Funktionen von der regulären MAXQDA Version und das Modul Stats. Das Stats-Modul bietet eine große Bandbreite an deskriptiven und inferenzstatistischen Analysen und erweitert MAXQDA zu einem All-in-one Tool für die qualitative und die quantitative Datenanalyse.

## Funktionen von MAXQDA 24
- Import von Textdokumenten, Tabellen, Audio-, Video-, Bilddateien, Twitter-Tweets, Umfragen
- Daten werden in einer Projektdatei gespeichert
- Daten lesen, editieren und codieren
- Paraphrasen erstellen
- Daten mit Memos versehen
- Visualisierungsoptionen (z. B. Anzahl der Codes in verschiedenen Dokumenten)
- Gruppenvergleiche
- Kombination von Codes analysieren
- Umfang von Codierungen analysieren
- Import und Export demographischer Daten (Variablen) von und zu SPSS und Excel
- Import von Umfrageergebnissen von SurveyMonkey
- Import von Webseiten oder Teilbereichen einer Webseite
- offene Fragen aus Surveys auswerten
- nach Worten suchen und Worte markieren
- Audio- und Videomaterial transkribieren (analog oder automatisiert)
- AI Assist zur KI-gestützten Datenanalyse
- integrierter Mediaplayer
- Daten mit Georeferenzen versehen (*.kml)
- Inhalte zusammenfassen
- QTT Workspace
- TeamCloud
- mit Emoticons und Symbolen codieren
- Export zu Text, Excel, HTML, XML und speziellen Berichten
- Häufigkeitstabellen und Diagramme erstellen
- Benutzerverwaltung mit Passwortschutz
- Deskriptive und inferenzstatistische Analysen

## Versionsgeschichte
- 1989: MAX (DOS)
- 2001: MAXqda (Windows)
- 2003: MAXDictio (Modul zur quantitativen Textanalyse)
- 2005: MAXMaps (Modul zur Datenvisualisierung)
- 2007: MAXQDA 2007 (Windows)
- 2010: MAXQDA 10 (Windows)
- 2012: MAXQDA 11 (Windows)
- 2012: MAXApp für iOS (iOS App)
- 2014: MAXApp für Android (Android App)
- 2014: MAXQDA 11 (Mac OS X)
- 2015: MAXQDA 12 (universelle Software für Windows und Mac OS X)
- 2016: VERBI veröffentlicht zwei neue MAXQDA-Produkte: MAXQDA Base und MAXQDA Analytics Pro
- 2017: MAXQDA 2018 (universelle Software für Windows und macOS)
- 2019: MAXQDA 2020 (universelle Software für Windows und macOS)
- 2021: MAXQDA 2022 (universelle Software für Windows und macOS)
- 2023: MAXQDA 24 (universelle Software für Windows und macOS)